# Kruidenier

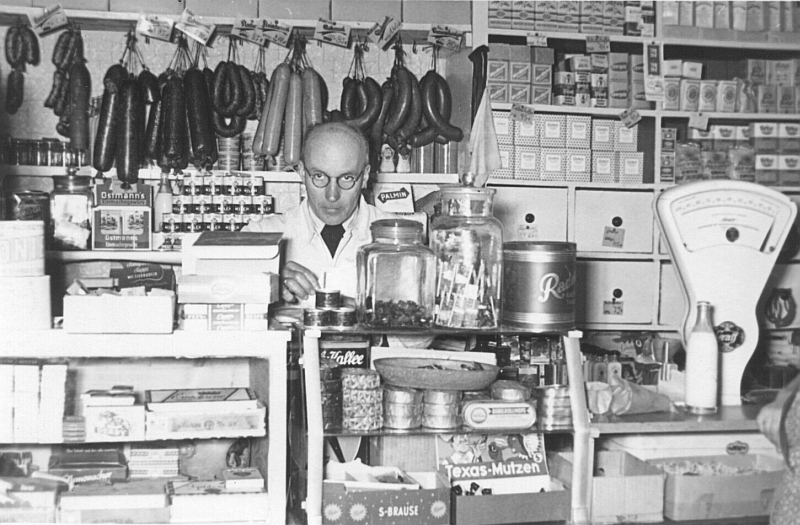
West-Duitse kruidenier rond 1955

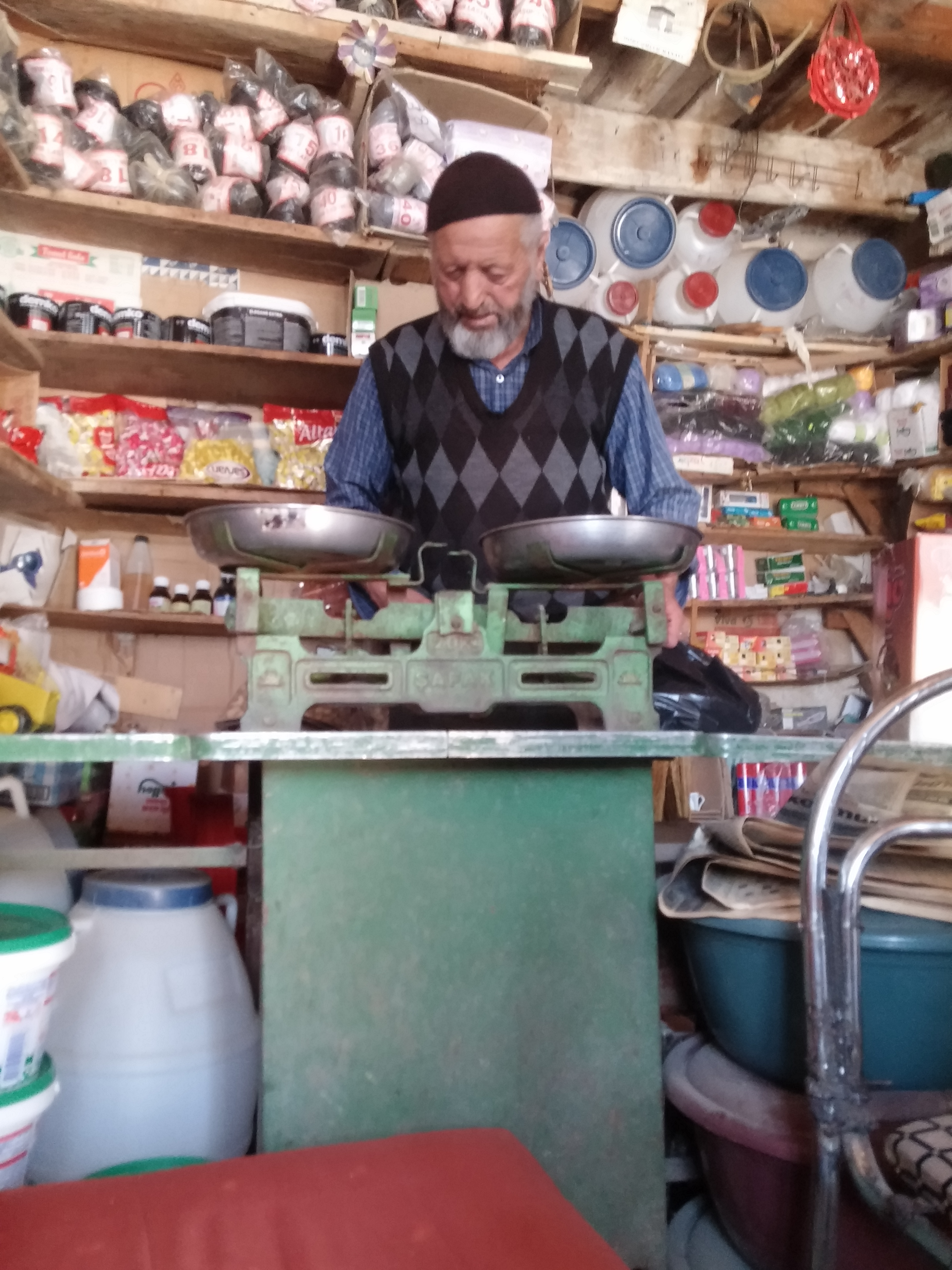
Kruidenier in Turkije

De kruidenier (in Nederland vroeger ook wel grutter genoemd) is een detailhandelaar in 'droge' levensmiddelen. Onder de kruiden verstond men met name gedroogde keukenkruiden van inlandse of buitenlandse herkomst. Ook verkocht men comestibles (fijne eetwaren) en de zogenoemde koloniale waren zoals specerijen, koffie, thee, cacao en tabak. Verder werden ook andere artikelen dan voedingsmiddelen verkocht, zoals kaarsen, blauwsel, stijfsel, zeep en potas, dit alles voor huishoudelijk gebruik. De kruidenier is te onderscheiden van de slager, de bakker en de groenteboer, die verse levensmiddelen verkopen. Door de opkomst van de supermarkten in de jaren 1970 is de kruidenierszaak nagenoeg verdwenen.

## Situatie in Nederland

### Geschiedenis

#### Voor de 19e eeuw
In de middeleeuwen waren er al "crudeners". Zij waren dankzij hun kruiden vaak ook een soort drogist en apotheker. Zij verkochten inheemse geneeskundige kruiden, keukenkruiden, zuidvruchten en specerijen. Het aantal kruidenierswinkels nam een hoge vlucht toen na de reis van Cornelis Houtman in 1595 de route naar Nederlands-Indië bekend werd en de handel in specerijen uit verre streken opkwam.
In de Statenbijbel, de Bijbelvertaling die in 1637 gereedkwam, wordt op een aantal plaatsen de kruidenier genoemd:
- 1 Koningen 10:15 "... en van den handel der kruideniers ..."
- Hooglied 3:6: "Wie is zij, die daar opkomt uit de woestijn, als rookpilaren, berookt met mirre en wierook, en met allerlei poeder des kruideniers?"

In de kanttekeningen van de vertalers wordt in beide gevallen verwezen naar de kruidenier in de betekenis van drogist of apotheker.
Vanaf de 17e eeuw werd wettelijk vastgelegd dat kruideniers, die zich vanaf de 14e eeuw verenigden in het Sint-Nicolaasgilde, geen geneeskundige artikelen mochten verkopen.

#### 19e eeuw
De kruidenier is in de 19e eeuw nog een kleine zelfstandige ondernemer. Aan het einde van de 19e eeuw tekenden zich de voorboden af van de strijd om de klant, die in de 20e eeuw in volle hevigheid werd gevoerd en die voor het kruideniersberoep zeer ingrijpend is geweest:
- In 1893 kwam de merkenwet tot stand. Fabrikanten waren daardoor in staat consumentenartikelen onder een eigen merknaam te registreren
- Vanaf 1865 ontstonden verbruikscoöperaties van consumenten.
- In de laatste jaren van de 19e eeuw ontstonden de eerste grootwinkelbedrijven.

#### 20e eeuw

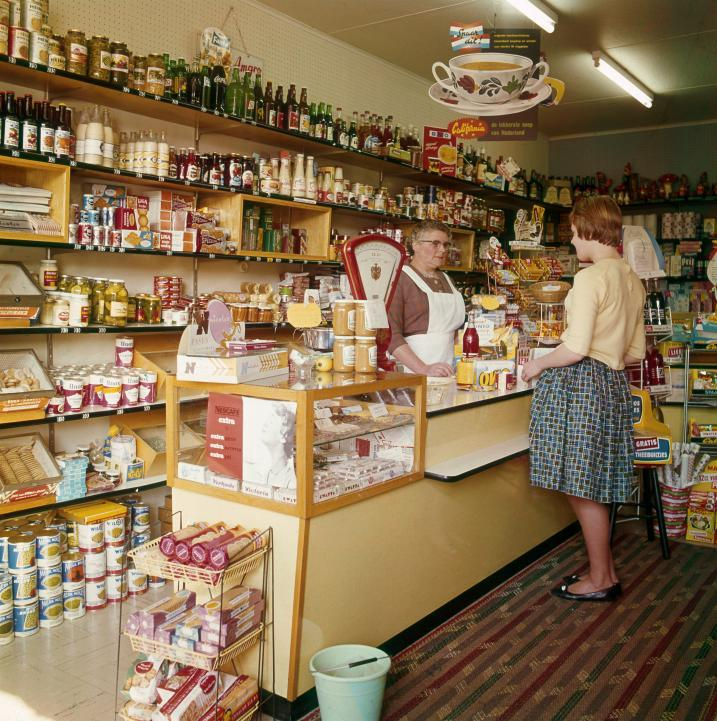
Kruidenier in Boskoop (Spaarnestad Photo, 1961)

De 20e eeuw werd beheerst door een welhaast 80-jarige oorlog tussen alle partijen in de levensmiddelendistributieketen. Inzet is wie de laatste schakel naar de consument, de detailhandel, beheerst. Fabrikanten, grossiers, detailhandelaars en consumenten hebben allen grote inspanningen geleverd om ten koste van de andere partijen marktaandeel te verwerven. Achteraf kan worden vastgesteld dat die strijd is gewonnen door de bedrijven die de groothandelsfunctie vervullen, de grossiers en de grootwinkelbedrijven. Hun marktinvloed is nu zo groot dat zij nagenoeg met uitsluiting van fabrikant, zelfstandige detailhandelaar en consument in staat zijn te bepalen welke producten in de winkels worden aangeboden. Fusies en overnames in de Nederlandse levensmiddelengroothandel worden thans door de Nederlandse Mededingingsautoriteit nauwlettend getoetst.

##### Fabrikant
In 1893 kwam de Merkenwet tot stand. Voor fabrikanten was het nu mogelijk om een merk te registreren. Door referentie aan het merk kon aan de consument een vaste samenstelling en kwaliteit worden gegarandeerd. Door verbeterde Levensmiddelentechnologie werd het voor de fabrikanten met name na de Eerste Wereldoorlog meer en meer mogelijk de merkartikelen in consumentenverpakking te leveren. Met op de consument gerichte reclame (pull-marketing) creëerden zij vraag bij de kruideniers. Niet de kruidenier of de groothandel bepaalde daardoor of het artikel in het schap kwam te liggen, maar de fabrikant. Het nadeel voor de kruidenier was dat hij niet meer in staat is voor het door de klant gevraagde een substituut-artikel te leveren.
Het merkartikel maakte voor de fabrikant ook de verticale prijsbinding mogelijk. Door een verplichte consumentenprijs werd de detaillist een vaste winstmarge gegarandeerd, en werd een prijzenoorlog onder kruideniers voorkomen. De bedoeling daarvan was zo veel mogelijk verkooppunten in stand te houden. Daartoe werd in 1928 de Fiva opgericht door een aantal fabrikanten van merkartikelen. Bekende leden van de Fiva waren onder andere Honig, Heineken, Douwe Egberts, Maggi, Persil. Afwijken van de vastgestelde verkoopprijs leidde tot uitsluiting van levering door alle Fiva-leden. Met name de grootwinkelbedrijven waren sterk gekant tegen verticale prijsbinding, omdat hierdoor prijsconcurrentie onmogelijk werd gemaakt.
Naast het merkartikel en de verticale prijsbinding trachtten fabrikanten hun afzet ook veilig te stellen door zelf deel te nemen in de detailhandel. Zo had margarinefabrikant Van den Bergh (een voorganger van Unilever) sinds 1912 de N.V. Unie-Winkel-Maatschappij en sinds 1918 ook de N.V. Albino Maatschappij met haar kruidenierswinkelketen. Concurrent-margarinefabrikant Jurgens (ook een voorganger van Unilever) kocht in 1917 een 50% aandeel in De Gruyter en in 1920 50% van de gewone aandelen van Albert Heijn. Het aandeel in Albert Heijn werd 7 jaar later weer terugverkocht aan Albert Heijn, maar de ruim 200 Albinowinkels en Uniewinkels werden eerst in 1948 weer van de hand gedaan door Unilever, die het aandeel De Gruyter tot 1970 aanhield.
Het vierde middel om de eigen afzet te garanderen was de rechtstreekse verkoop aan de individuele kruideniers, eventueel met uitschakeling van de grossier. Daartoe werden de kruideniers regelmatig door vertegenwoordigers van de fabrikant bezocht, waarbij een order werd genoteerd voor latere levering, dan wel rechtstreekse levering uit de (bestel)auto. Levering en facturatie kon zowel rechtstreeks vanaf de fabrikant plaatsvinden als via de vaste grossier. Dat laatste bijvoorbeeld als binnen het vrijwillig filiaalbedrijf met grossiers daartoe afspraken waren gemaakt.

##### Grossier
In de jaren dertig van de twintigste eeuw ontwikkelden grossiers de formule van het vrijwillig filiaalbedrijf, een vorm van franchise. Winkeliers en grossiers presenteerden zich onder gezamenlijke naam en voerden eigenmerkartikelen. Winkeliers verplichtten zich daarbij een zeker minimum van hun omzet bij de grossier in te kopen. Grossiers verzorgden in ruil daarvoor bepaalde diensten, zoals verzorging van de boekhouding, reclamemateriaal, etalageverzorging en dergelijke tegen kostprijs. Zo ontstond in 1932 de organisatie De Spar waarin zich meerdere grossiers en winkeliers verenigden. In 1934 richtte grossier Schuitema de Centra-organisatie op, waarbij één grossier de winkeliers aan zich bond. Het voordeel voor de grossiersvereniging was de grotere inkoopkracht bij de fabrikant, daarnaast zorgden de aangesloten winkeliers voor afnamezekerheid. Bovendien kon de consument met het eigen merk worden benaderd, zoals het grootwinkelbedrijf dat ook deed.
In het laatste kwart van de 20e eeuw vervaagden de grenzen tussen grootwinkelbedrijf en vrijwillig filiaalbedrijf. Door fusies ontstonden grote grossiers die ook zelf supermarkten in exploitatie namen, dan wel verhuurden aan zelfstandige ondernemers. Grossiers en grootwinkelbedrijven namen over en weer een aandeel in elkaar. Zo waren er eind jaren tachtig nog twee grossiers die Sparwinkeliers beleverden, Unigro en Schuitema. Na een poging tot een vijandige overname van Schuitema door Unigro kwam uiteindelijk Ahold (Albert Heijn) in het bezit van de meerderheid van de aandelen van Schuitema. Vervolgens fuseerde Unigro met De Boer Supermarkten. Twee gevallen van vermenging van VFB-grossiers met grootwinkelbedrijven. De Spar-formule leed daaronder, omdat de grossier de grootste vestigingen in hun eigen formules onderbrachten.

##### Grootwinkelbedrijf
Eind van de 19e eeuw ontstonden de grootwinkelbedrijven. Bekende voorbeelden daarvan zijn in de eerste helft van de 20e eeuw P. de Gruijter en Zn., Simon de Wit en Albert Heijn. Het lijkt aannemelijk dat het grootwinkelbedrijf kon ontstaan door de betere logistieke mogelijkheden, als gevolg van de uitvinding van de auto, en de verharding van wegen die rond de wisseling van de 19e naar de 20e eeuw op grote schaal plaatsvond.
De kracht van het grootwinkelbedrijf is dat het door zijn omvang in staat is grotere kortingen te bedingen bij grossier en fabrikant dan de kleine zelfstandige kruideniers. Het grootwinkelbedrijf schakelt door zijn omvang met name de grossier uit, en waar mogelijk ook de fabrikant. Heel bekend voorbeeld is Albert Heijn, die tussen 1920 en 1940 omvangrijke fabricage-capaciteit in Zaandam inrichtte. De Gruijter heeft zeer lang uitsluitend eigen merk verkocht en de A-merken van de fabrikanten genegeerd.
Uit de aard van het bedrijf is de prijs het belangrijkste concurrentie-wapen van het grootwinkelbedrijf. Door het grotere inkoopvolume is het grootwinkelbedrijf in staat lagere inkoopprijzen te bedingen. Omdat het grootwinkelbedrijf vaak meerdere schakels in de distributieketen omvat, kan het de winstmarges van die verschillende schakels gelijktijdig aanwenden in de prijsconcurrentie. Het grootwinkelbedrijf had dan ook last van de verticale prijsbinding, die de fabrikanten via de Fiva afdwongen. Om ten opzichte van de fabrikant een nog krachtiger positie te krijgen richtten een aantal grootwinkelbedrijven in de jaren vijftig de inkoopvereniging Superunie op.
Naast de tendens het assortiment in de supermarkt steeds meer te verbreden is er de formule van de harde discounter ontstaan. De concurrentie om de consument wordt gevoerd met een beperkte dienstverlening en een beperkt assortiment tegen de laagste prijzen. De ketens Aldi en Lidl staan hierom bekend.
In 2000 was 39% van de supermarkten in handen van grootwinkelbedrijven. Daarmee werd een marktaandeel van 63% van de geldomzet gehaald. Door de schaalvergroting van de levensmiddelenwinkels zijn er steeds meer inwoners nodig om voldoende draagvlak voor de winkel te hebben. In de doorsnee woonwijk is slechts draagvlak voor één of twee supermarkten. Daardoor is schaarste aan vestigingsplekken voor supermarkten ontstaan. Een aantal grootwinkelbedrijven is begonnen de formule ook in franchise te geven aan zelfstandige ondernemers. Daardoor wordt in wijken of dorpen waar de keten geen eigen filiaal heeft toch de groothandelsomzet gehaald.

##### Detailhandelaar
Fabrikanten en grossiers waren gebaat bij een zo groot mogelijk aantal vestigingspunten. Bij het begin van de grote economische crisis in 1929 schatte het Ministerie van Arbeid, Handel en Nijverheid het aantal kruideniers op ca. 29.000, waarvan meer dan de helft zeer klein en verliesgevend waren. Er waren in die tijd nagenoeg geen sociale voorzieningen.
Tot 1937 waren er geen vestigingseisen voor kruideniers. Het is aannemelijk dat in de jaren dertig het aantal kruideniers nog fors is gestegen.
De kleine zelfstandige kruideniers werden sterk bedreigd door de sterke opkomst van het grootwinkelbedrijf en de enorme toename van het aantal nieuw gevestigde kruideniers. Evenals dat in andere landen gebeurde verlangden zij van de overheid maatregelen tegen het grootwinkelbedrijf en inperking van de vestigingsmogelijkheden. Pas in 1937 kwam er een vestigingswet, waarmee een einde kwam aan de onbeperkte vrije vestiging.
Naast de mogelijkheid voor kruideniers om zich aan te sluiten bij het vrijwillig filiaalbedrijf van de grossier, waren er kruideniers die zich organiseerden in inkoopverenigingen, om op die manier voldoende inkoopvolume te halen bij grossier en fabrikant. Voorbeelden hiervan zijn in 1929 de Coöperatieve Inkoopvereniging Nederlandse Kruideniersbond (Enkabé) en in 1931 het Sperwerverbond. Het functioneren van deze organisaties verschilde overigens niet veel van het vrijwillig filiaalbedrijf. Het Sperwerverbond bestaat in 2007 nog steeds en beheert de formules PLUS en SPAR, waarmee het voornamelijk in de sector van de kleinere buurtsupermarkten zit.

### Ontwikkeling van de kruidenierswinkel
De ontwikkeling van de kruidenierswinkel, van een kleine bedieningszaak, gedreven door een kruidenier met zijn gezin, tot een supermarkt met gemiddeld 30 fte aan werknemers, zoals die hierna is beschreven, was geen autonoom gebeuren. De grote technische en wetenschappelijke ontwikkelingen in de 20e eeuw, de opkomst van de auto, telefoon, radio en televisie, verbeteringen in de levensmiddelentechnologie en in de verpakkingsmogelijkheden, de algemene verhoging van het welvaartsniveau, dat alles heeft geleid tot grote veranderingen in het maatschappelijk leven. De kruidenier heeft steeds opnieuw getracht de bedrijfsvoering te optimaliseren door binnen die veranderingen een passende rol te zoeken.

#### Bedieningswinkel

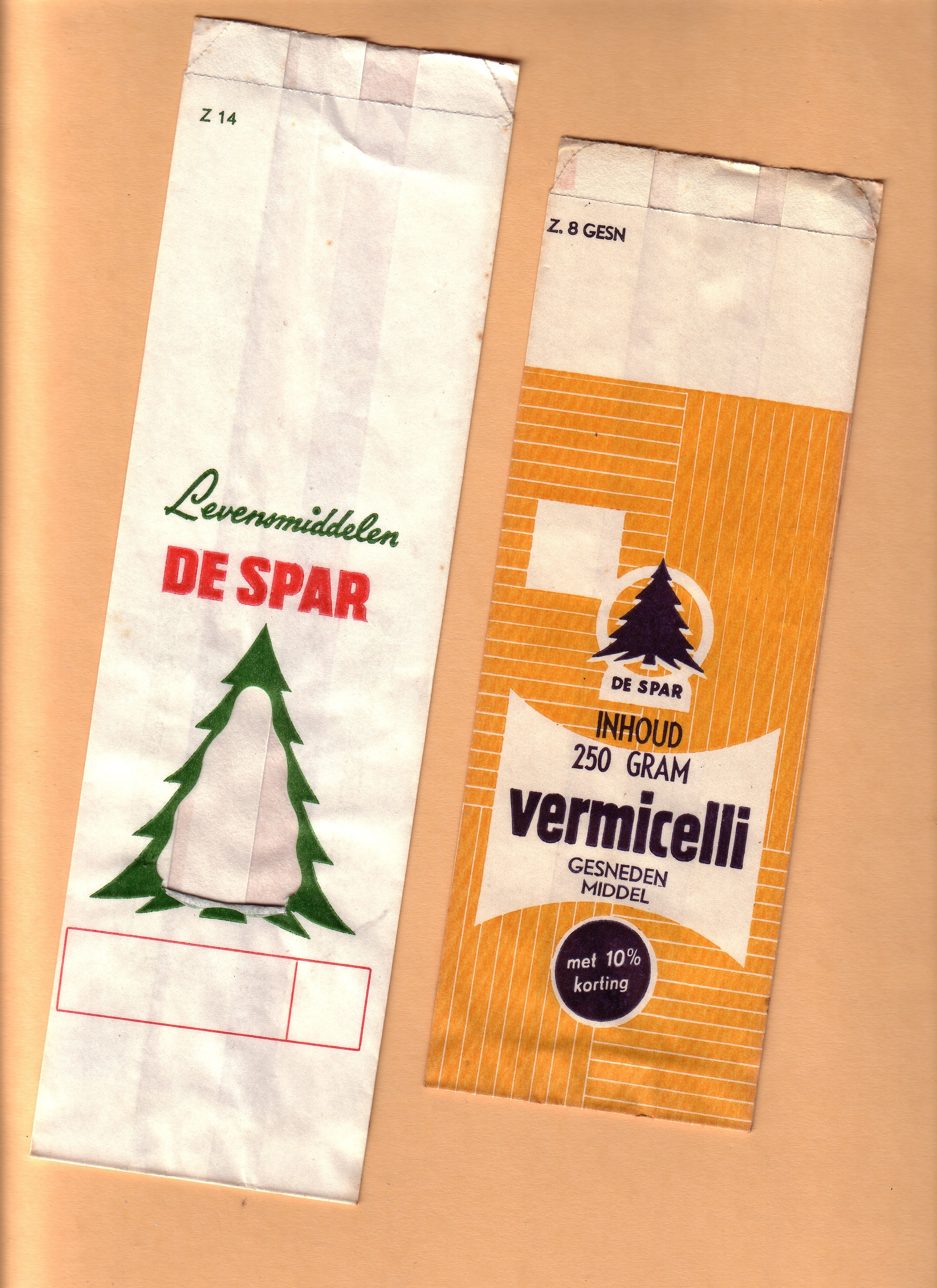
Papieren levensmiddelenzakjes

Tot in de jaren vijftig was de kruidenierswinkel een bedieningswinkel. De kruidenier ontving van de grossier de artikelen in grootverpakking. Suiker werd geleverd in papieren zakken van 50 kg; erwten, bonen, rijst en dergelijke in grote jutebalen; snoep en koekjes in dozen, trommels en potten; zout, stroop en zuurkool in grote vaten.
Het aantal artikelen dat door de fabrikant of grossier in consumenten-hoeveelheden was voorverpakt was betrekkelijk gering. De kruidenier had dus een dubbele functie, zowel het om-verpakken van de goederen naar kleine hoeveelheden als de distributie naar de consument. De inrichting van de kruidenierswinkel was daarop afgestemd en was goed vergelijkbaar met de manier waarop nu de winkel van de banketbakker, de groenteboer en de slager nog zijn ingericht. Typerend voor de bedieningswinkel zijn lange toonbanken, met kasregister en weegschalen, daarachter wandstellingen met open bakken met producten. De kruidenier verzamelde de door de klant gewenste artikelen, en woog door de klant gewenste hoeveelheden af.
Aan die weegschaal dankt de kruidenier waarschijnlijk de negatieve ondertoon waarmee men spreekt van 'kruideniersgeest' of 'kruideniersmentaliteit'. Met de lage winstmarges van 15-20% op de inkoopprijs kon hij het zich niet permitteren enig overgewicht te verstrekken op de door de klant gevraagde hoeveelheid.

##### Uitbreng
Een belangrijk aandeel in de omzet van bijna elke kruidenierswinkel bestond uit de uitbreng of venterij. Bij vaste klanten was een boodschappenboekje aanwezig. De klant schreef daarin de benodigde levensmiddelen. Eenmaal per week haalde de winkelier het boekje af. De genoteerde bestelling werd door de kruidenier in zijn winkel verzameld, waarna hij de boodschappen aan huis bezorgde. Voor de bezorging gebruikte de kruidenier de hondenkar, de paardenwagen, de fiets (waarbij hij grote karbiezen met boodschappen aan het stuur hing), of de bakfiets. Afhankelijk van de welvaart van de kruidenier werd de bakfiets een motorbakfiets en na ca. 1960 een auto.
In de periode dat in elke plaats wel meerdere kruideniers waren gevestigd, was het niet ongebruikelijk dat de kruideniers afspraken maakten waarbij zij de plaats opdeelden in ventwijken, om op die manier een efficiëntere bezorgdienst te krijgen.

#### Zelfbedieningswinkel

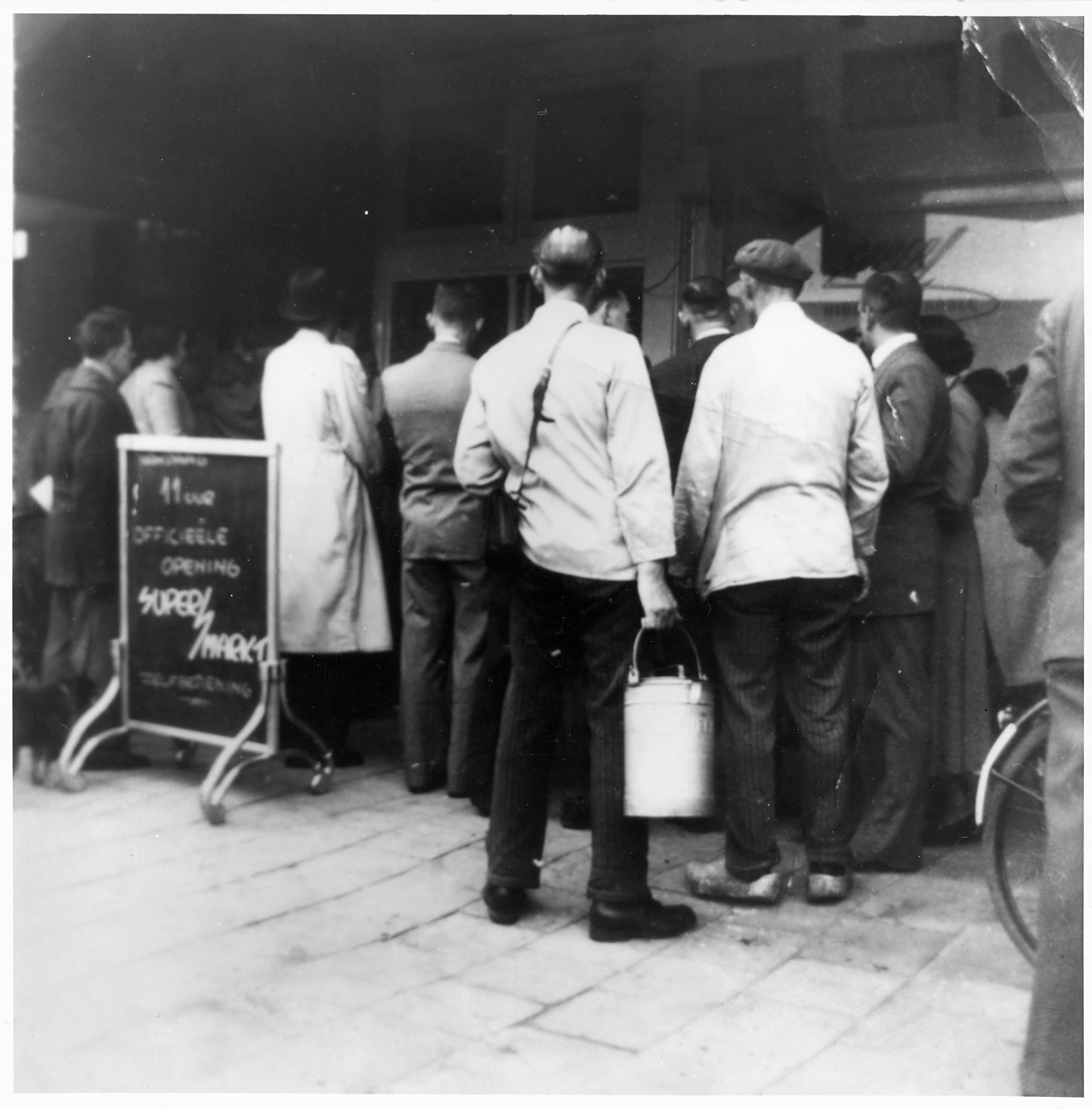
De eerste zelfbedieningswinkel in Amsterdam werd in 1948 door Dirk van den Broek aan het Mercatorplein geopend

In 1917 werd in de Verenigde Staten van Amerika het zelfbedieningssysteem gepatenteerd door Clarence Saunders. In 1948 werd het concept door de Gebr. Van Woerkom (Nijmegen) in Nederland geïntroduceerd. De lange toonbanken met weegschalen verdwenen uit de winkel. Alle artikelen werden voorverpakt en voorzien van een prijs gerangschikt op stellingen en gondola's. Bij de ingang kon de klant een winkelmandje nemen en zelf de gewenste artikelen uitzoeken en verzamelen.
Het was nog geenszins zo dat groothandel of fabrikant kleinverpakkingen met consumenten-hoeveelheden leverden. De kruidenier verplaatste slechts de weegschalen en toonbanken naar een ruimte achter de winkel.
Toch bleek het zelfbedieningsconcept zowel voor de klant als voor de kruidenier aantrekkelijk. De klant stelde het op prijs zelf de artikelen uit te kunnen zoeken en een keuze te kunnen maken. De kruidenier kon zijn tijd efficiënter indelen, de klantenluwe periodes gebruikte hij om de goederen af te wegen en te verpakken.
Voor de kruideniers was het duidelijk dat de overschakeling naar zelfbediening slechts de opmaat was voor grotere veranderingen. Ook de noodzaak van assortimentsverbreding diende zich aan. Aangezien in de jaren vijftig en zestig voor de verschillende detailhandelsbranches verschillende wettelijk vereisten voor vakbekwaamheid golden, gingen kruideniers massaal aan de studie, om naast het "vakdiploma voor het kruideniersbedrijf" ook te beschikken over de diploma's "vakbekwaamheid voor de detailhandel in aardappelen, groenten en fruit" en "vakbekwaamheid voor de kleinhandel in vlees".

#### Supermarkt
Al vrij kort na de introductie van het de zelfbedieningswinkel werden de eerste supermarkten geopend. De N.V. Suco in Amsterdam was in 1953 de eerste, maar dat was geen succes. Het bedrijf werd al vrij snel overgenomen door Dirk van den Broek. Van de grootwinkelbedrijven was Simon de Wit de eerste die in 1960 een supermarkt opende aan de Zaandamse Westzijde. Evenals de zelfbediening is dit concept uit de Verenigde Staten geïntroduceerd. Kruideniers afficheerden zich de eerste jaren, ter onderstreping van het moderne imago, dan ook graag met de Engelse term "supermarket".
Kenmerkend voor de supermarkt is dat ten opzichte van de zelfbedieningswinkel een dieper en vooral breder assortiment wordt aangeboden. Naast de normale 'droge' kruidenierswaren kan men er ook verse levensmiddelen kopen, zoals brood, zuivel, groenten en fruit en vers vlees. Daarnaast biedt de supermarkt een zekere keuze in huishoudelijke artikelen, klein textiel, papier- en schrijfwaren, boeken en tijdschriften en dergelijke aan.
Gezien het bredere artikelassortiment heeft de supermarkt meestal een grotere winkelvloeroppervlakte dan de zelfbediening. De gemiddelde vloeroppervlakte van de supermarkt in 2006 is in Nederland 528m²; in grootschalige Nederlandse winkelcentra heeft de gemiddelde supermarkt een verkoopvloeroppervlakte van ca. 1500m².

#### Hypermarkt
De hypermarkt is een grootschalige combinatie van het productassortiment van de supermarkt en het warenhuis. Waar de grootste supermarkt een verkoopvloeroppervlakte heeft tot 3000 à 4000 m², is de omvang van een hypermarkt zo'n 15.000-25.000 m². Vanwege de grootschaligheid met het bijbehorende consumentenverkeer is de hypermarkt aangewezen op vestiging buiten de bebouwde kom. In Nederland werkte de overheid in het algemeen niet mee aan de vestiging van een hypermarkt.

### Ontwikkeling aantal vestigingen
Met name in de jaren zestig werd er op grote schaal overgeschakeld naar het zelfbedieningssysteem.
|                            | 1930      | 1960       | 1970       | 1980       | 2000       |
| -------------------------- | --------- | ---------- | ---------- | ---------- | ---------- |
| Aantal inwoners            | 7.825.000 | 11.417.000 | 12.958.000 | 14.091.000 | 15.864.000 |
| Aantal winkels             | 29.000    | 24.000     | 18.000     | 11.250     | 5.600      |
| Aantal inwoners per winkel | 270       | 476        | 720        | 1.253      | 2.833      |